# 徐名琦
徐名琦（？—？），號印臺，浙江嘉兴府海盐县人。

## 生平
崇祯三年（1630年）庚午科浙江乡试举人，十三年（1640年）庚辰科進士，都察院观政，本年授江夏县知县，后调福建闽县知县。